# Menhir de la Murtra (Sant Climent Sescebes)
El menhir de la Murtra o Pedra Gentil és un menhir situat al terme municipal de Sant Climent Sescebes, (Alt Empordà), inclòs a l'Inventari del Patrimoni Arqueològic i Paleontològic de Catalunya.
És molt proper al menhir del Castellà i al menhir de Vilartolí.

## Descripció
El menhir de la Murtra és una gran roca granítica fal·liforme i de secció triangular de 3,45m d'alçada i 1,7m d'amplada, amb un gruix de 45cm, implantada en la seva localització actual, datat entre els 3500 i 3000 aC, entre els períodes del neolític mitjà i del calcolític. Al seu costat també s'hi alça un petit menhir (1,17m d'alçada), redreçat en temps contemporanis probablement en una localització inexacta, però que delata l'existència d'un cromlec del que el Menhir de la Murtra en seria la peça principal. Així, cal suposar que el menhir era envoltat de diversos menhirs de menor talla, disposats en cercle a uns 5-8 metres del centre.

## Descobriment
També dit "Pedra Gentil", fou citat per primer cop el 1879 per Antoni Balmanya i Ros. El juny del mateix any, una comissió de l'Associació Catalanista d'Excursions Científiques (Cèsar August Torras, Ursino Mitjans i Esteve Sunyer i Gasòliba) el visità i en va fer croquis i dibuixos. No ha estat excavat mai científicament.